# لام ریسرچ
لام ریسرچ (انگلیسی: Lam Research) شرکت الکترونیک آمریکایی است، که در سال ۱۹۸۰ توسط دیوید کی. لام تأسیس شد.